# Meusnier
Meusnier är en udde i Antarktis. Den ligger i Västantarktis. Argentina, Chile och Storbritannien gör anspråk på området.
Terrängen inåt land är kuperad åt sydväst, men åt nordost är den bergig. Havet är nära Meusnier åt nordväst. Trakten är obefolkad. Det finns inga samhällen i närheten. 